# Falsiformicidae
Falsiformicidae (лат.) — семейство вымерших жалящих перепончатокрылых насекомых из надсемейства Vespoidea (Hymenoptera).

## Описание
Мелкие ископаемые осы, длина тела 3—4 мм. Усики самок состоят из 12 члеников, а у самцов из 13. Два вида найдены в таймырском янтаре (85 млн лет, Таймыр, Россия). Другие виды обнаружены в бирманском янтаре (99 млн лет, Мьянма, Юго-Восточная Азия).

## Классификация
В семейство включают несколько вымерших видов из мелового периода. Впервые семейство было выделено в 1975 году и включало только один род Falsiformica. Род Taimyrisphex ранее включали в семейство ос Sphecidae, а род Burmomyrma из-за плохой сохранности приписали к муравьям. Род Siccibythus первоначально был описан как Scolebythidae. В 2020 году Taimyrisphex посчитали близким к Burmusculus Zhang & Rasnitsyn, 2018 (Burmusculidae). В 2020 включены в надсемейство Vespoidea. Энджел (2022) считает, что †Falsiformicidae сходны с Chrysidoidea, поскольку утратили метеспестернально-проподеальный шов, редуцированное жилкование передних крыльев, три лабиальных пальпомера, суженный метапостнотум и обычно широкий проподеум с ареолярной скульптурой. По новым данным (Wang et al., 2025) Burmomyrma не может быть отнесена ни к одному из известных родов †Falsiformicidae, поскольку по описанию она не имеет закрытых ячеек в передних крыльях. В 2024 году семейство включало 4 рода и дискутировалось их отнесение к Chrysidoidea (? Vespoidea).
- ? † Род Burmomyrma Dlussky, 1996
  - † B. rossi (Бирманский янтарь, Мьянма)[7]
- † Род Falsiformica Rasnitsyn, 1975[4]
  - † F. cretacea (Таймыр, Россия)[3]
- † Род Falsiformix Zhang and Rasnitsyn, 2025[8]
  - † Falsiformix pedestris Zhang and Rasnitsyn, 2025
- † Род Neophenax Engel, 2022[9]
  - † Neophenax orcus Engel, 2022
- † Род Siccibythus Cockx and McKellar, 2016[5] (перенесен в Falsiformicidae)[1]
  - †Siccibythus aristovi Wang, Rasnitsyn, Perkovsky & Vilhelmsen, 2025[6]
  - †Siccibythus robustus Wang, Rasnitsyn, Perkovsky & Vilhelmsen, 2025[6]
  - †Siccibythus martynovae Rasnitsyn et al., 2020[1]
  - †Siccibythus musculosus Cockx et McKellar, 2016[5]
  - †Siccibythus oculatus Rasnitsyn et al., 2020
  - †Siccibythus ohmkuhnlei Rasnitsyn et al., 2020[1]
  - †Siccibythus pallidus Rasnitsyn et al., 2020
  - †Siccibythus paulus Rasnitsyn et al., 2020
- ? † Род Taimyrisphex Evans, 1973
  - † T. pristinus (Таймыр, Россия)[10]